# 秋田県道261号国見大曲線
秋田県道261号国見大曲線（あきたけんどう261ごう くにみおおまがりせん）は、秋田県大仙市を通る一般県道である。

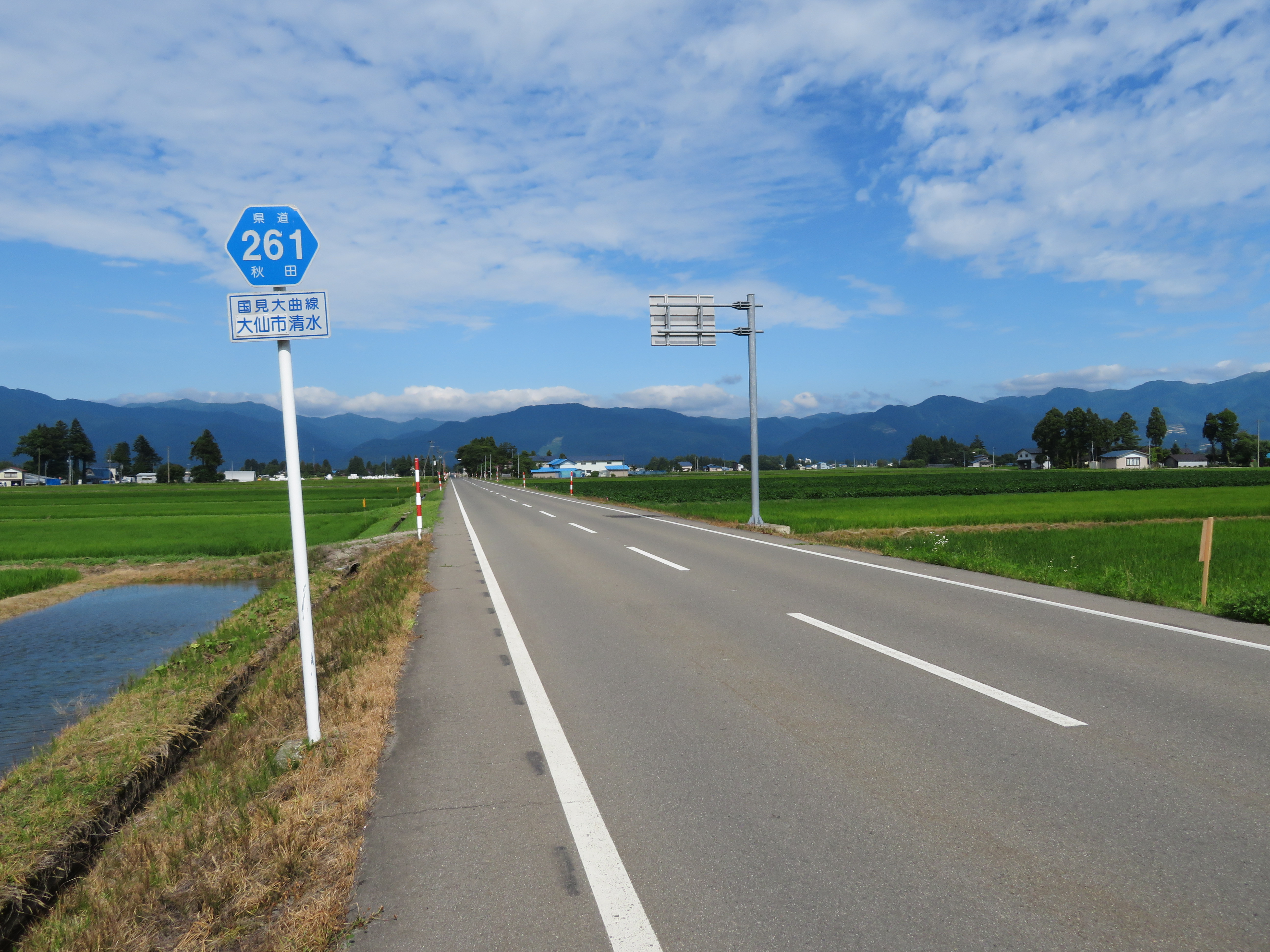
大仙市清水付近

## 概要
大仙市太田町国見の県道11号交点からほぼ西のJR東日本 田沢湖線 鑓見内駅方向へ路線が始まり、大仙市清水交差点で左折し、南西にある羽後四ツ屋駅方面へ方向が変わる。秋田新幹線・田沢湖線の跨線橋で交差し、国道105号に合流する。
大仙市清水交差点を直進すると市道経由で鑓見内駅に向かう。

### 路線データ
- 総延長 : 7.882 km[2]
- 実延長 : 7.882 km[2]
- 起点 : 秋田県大仙市太田町国見字庚申塚1番2（秋田県道11号角館六郷線交点）[3]北緯39度31分19.04秒 東経140度35分17.27秒
- 終点 : 秋田県大仙市四ツ屋字上前村116番6（国道105号交点）[3]北緯39度30分23秒 東経140度30分35.57秒
- 未供用区間 : なし[2]

## 歴史
- 1959年（昭和34年）2月17日 - 秋田県道に認定される[3]。

## 路線状況

### 冬期閉鎖区間
- なし[4]

### 交通不能区間
- なし[5]

## 地理

### 交差する道路
| 施設名 | 接続路線名             | 備考 | 所在地                   |
| ------ | ---------------------- | ---- | ------------------------ |
|        | 秋田県道11号角館六郷線 | 起点 | 大仙市太田町国見字庚申塚 |
|        | 国道105号              | 終点 | 大仙市四ツ屋字上前村     |

### 沿線の施設など
- JR東日本 田沢湖線 羽後四ツ屋駅